# Inocybe catalaunica

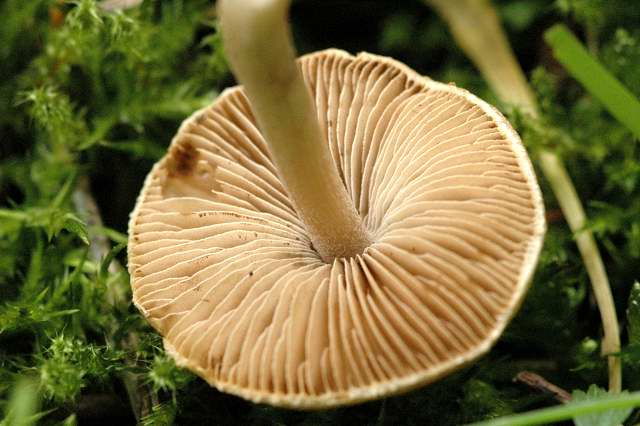

Inocybe catalaunica Singer – gatunek grzybów należący do rodziny strzępiakowatych (Inocybaceae).

## Systematyka i nazewnictwo
Pozycja w klasyfikacji według Index Fungorum: Inocybe, Inocybaceae, Agaricales, Agaricomycetidae, Agaricomycetes, Agaricomycotina, Basidiomycota, Fungi.
Synonimy:
- Inocybe leiocephala D.E. Stuntz 1950
- Inocybe leiocephala var. flavidifolia E. Ferrari ex E. Ludw 2017
- Inocybe subbrunnea var. flavidifolia E. Ferrari, Fungi Non Delineati 2006

Holotyp: Hiszpania, Katalonia, Pireneje, Valle De Arán, Bosc de Baricauba, in Abieto, IX.1934 Singer (LE 12646, examined). GenBank acc. nr.KJ399954.

## Występowanie i siedlisko
Inocybe catalaunica znany jest tylko w niektórych krajach Europy. Andrzej Nespiak w monografii strzępiaków Polski nie wspomina o nim. Na terenie Polski jego stanowisko podano później (w 2005 r.) w okolicach Olkusza. Bardziej aktualne stanowiska tego gatunku podaje internetowy atlas grzybów. I catalaunica zaliczony w nim jest do grupy grzybów chronionych i zagrożonych.

## Gatunki podobne
Nasza wiedza o tym gatunku jest ograniczona do holotypu. Można go łatwo odróżnić od innych podobnych gatunków przez migdałowate zarodniki z jednym wyrostkiem i niesymetryczną budowę; jedna strona jest bardziej wypukła od drugiej. Ma też dość cienkościenne kaulocystydy.